# Eretmapodites harperi
Eretmapodites harperi är en tvåvingeart som beskrevs av Someren 1949. Eretmapodites harperi ingår i släktet Eretmapodites och familjen stickmyggor.
Artens utbredningsområde är Uganda. Inga underarter finns listade i Catalogue of Life.